# Manulea minuscula
Manulea minuscula är en flenörtsväxtart som beskrevs av O.M. Hilliard. Manulea minuscula ingår i släktet Manulea och familjen flenörtsväxter. Inga underarter finns listade i Catalogue of Life.